# Sealine
Die Sealine GmbH ist ein Hersteller für Motoryachten mit Sitz in Greifswald. Seit 2014 gehört das Unternehmen zur HanseYachts AG.

## Geschichte

### Gründung und weitere Entwicklung (1972–2013)

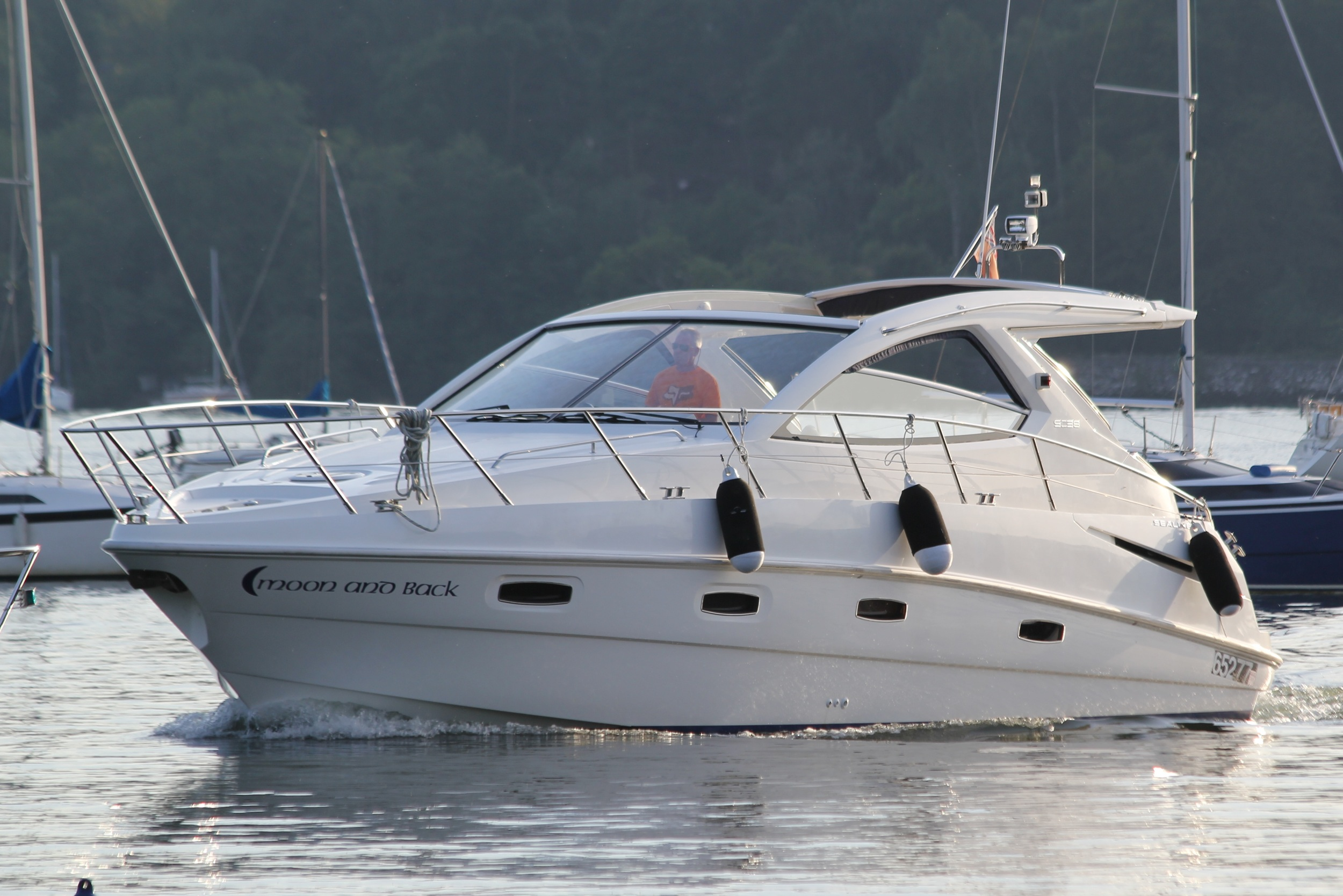
Sealine SC38 (2007–2011)

Der englische Ingenieur Tom Murrant (1939–2005) wurde im Bootsbau aktiv, weil er auf dem Markt kein Motorboot finden konnte, das seinen Vorstellungen entsprach. Mit der Hilfe einiger Kollegen baute er deshalb Anfang der 1970er Jahre selbst einen 23-Fuß-Cruiser und gründete in der Folge einen kleinen Werftbetrieb (Fibrasonic Marine Ltd). Die Produktion begann 1972 in Bobbington und wurde 1978 in eine größere Betriebsstätte im westenglischen Kidderminster verlegt. Ebenfalls 1978 brachte Fibrasonic Marine ein erstes Modell unter dem neu kreierten Markennamen C-Line heraus, aus dem 1979 der endgültige Markenname Sealine wurde. Mit den Modellen 30Fly und 285 Ambassador wurde Sealine in den frühen 1980ern über Großbritannien hinaus bekannt.
1998 verkauften Tom Murrant und seine Partner die Werft an eine englische Investorengruppe unter Führung des Industriellen Gerard Wainwright. Schon drei Jahre später wurde die Firma an die US-amerikanische Brunswick Corporation weiterverkauft. 2004 stellte Sealine mit dem Flybridge-Modell T60 seine bisher größte Yacht vor. 2011 trennte sich Brunswick wieder von ihrer englischen Motorboot-Tochter. Neuer Eigentümer wurde die US-amerikanische Oxford Investment Group. Bedingt durch anhaltende Umsatzeinbußen infolge der globalen Finanzmarktkrise ab 2007 und eine zu schwache Kapitalbasis war Sealine im Frühjahr 2013 gezwungen, Insolvenz anzumelden. Die Suche nach einem neuen Investoren für den Gesamtbetrieb blieb erfolglos. Der Standort in Kidderminster mit zuletzt rund 300 Mitarbeitern musste daraufhin geschlossen werden.

### Sealine made in Germany (2014–heute)

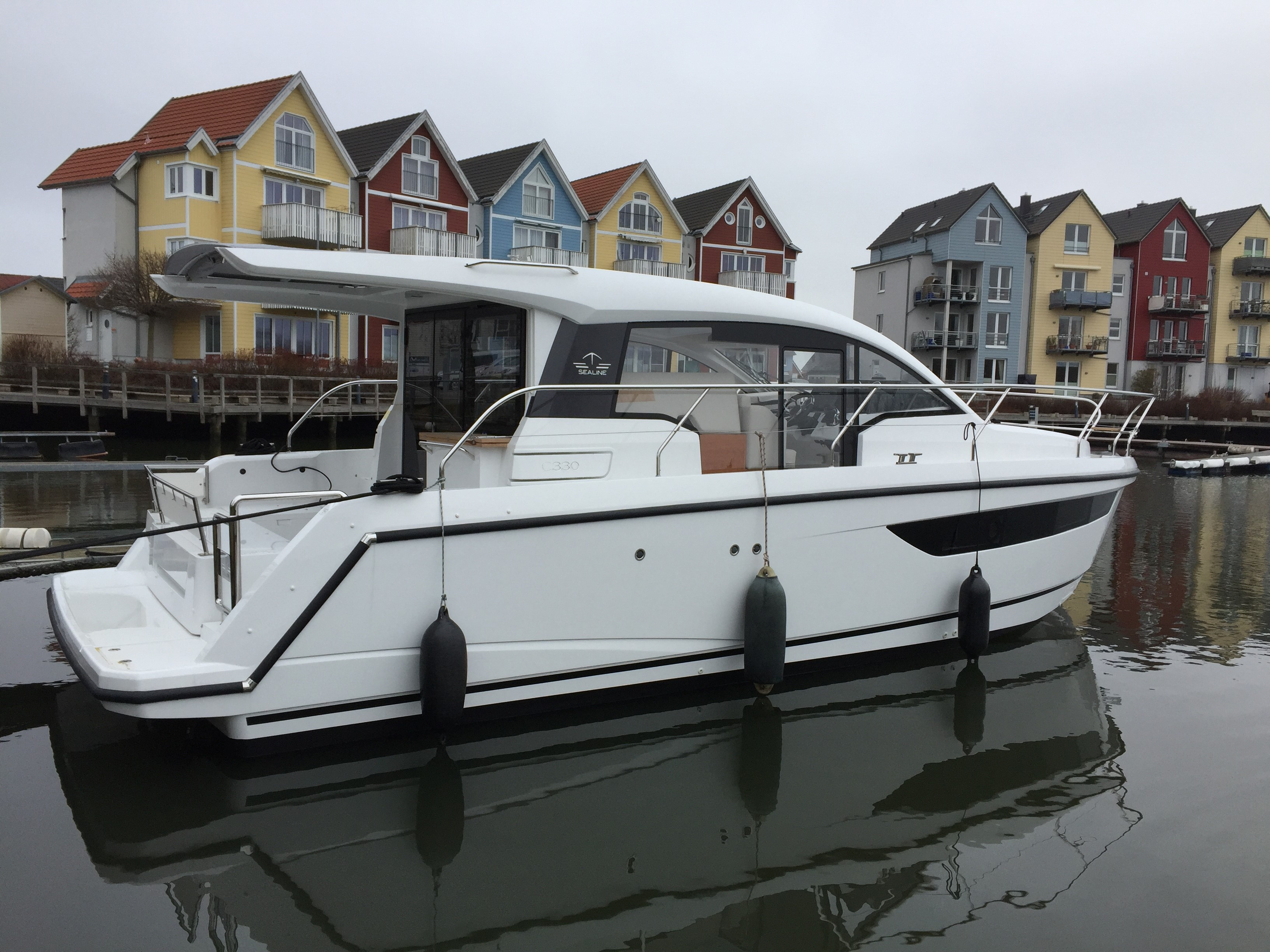
Sealine C330 (seit 2014)

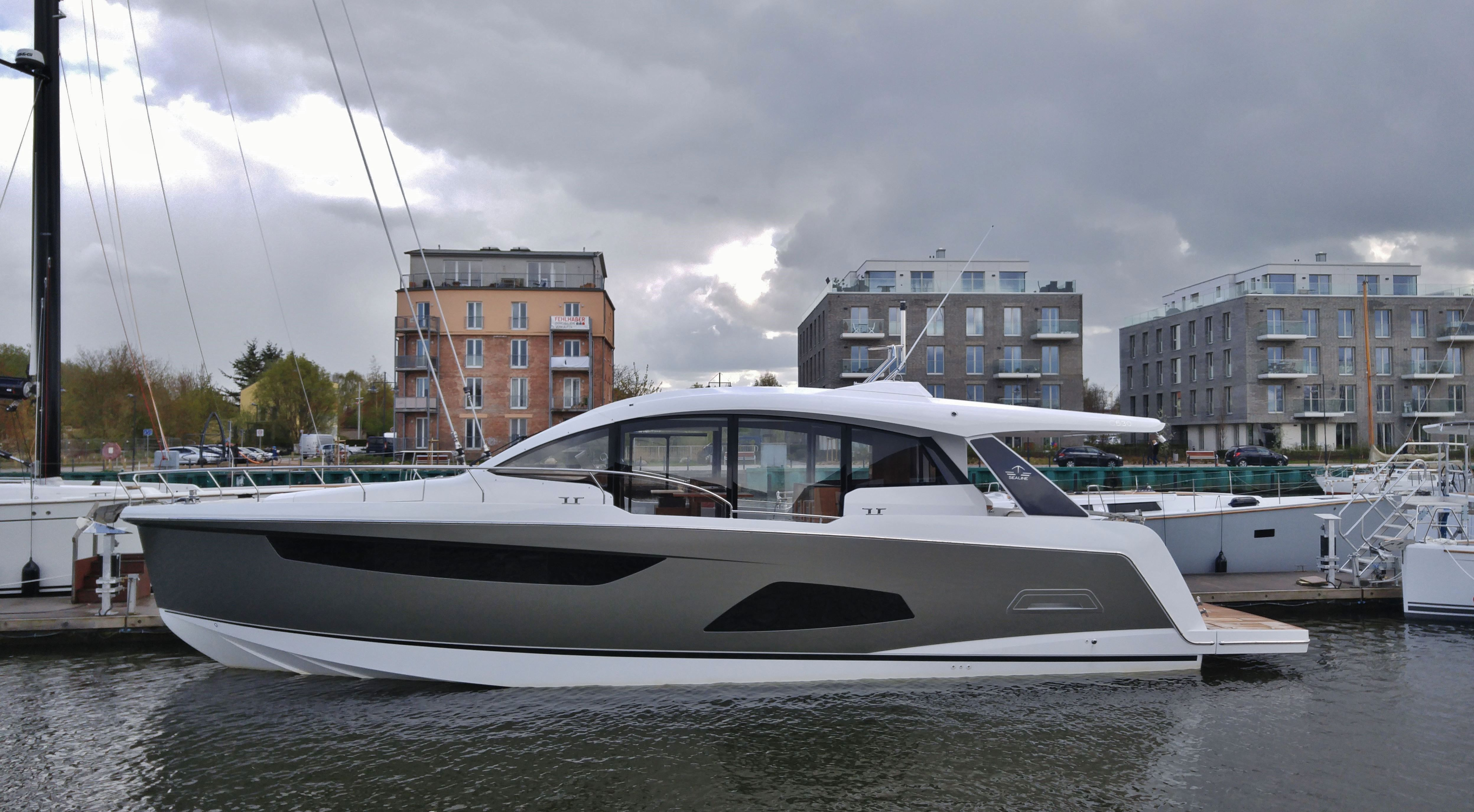
Sealine C530 (seit 2017)

Im Sommer 2013 erwarb die Investment-Holding Aurelius SE, München, für ihre Konzerntochter HanseYachts AG die Marke nebst Produktionsformen, Modellplänen, Stücklisten und Ausrüstung aus der Insolvenzmasse der Werft in England. Seither ist Sealine eine von sieben Marken des HanseYachts-Konzerns. 2014 wurde die Produktion der übernommenen Modelle S380, F380, S450 und F450 im Greifswalder Stammwerk aufgenommen. Außerdem vereinbarte das Management eine Zusammenarbeit mit dem britischen Yachtdesigner Bill Dixon. Die ersten von Dixon entworfenen Modelle S330 und C330 kamen 2014/15 auf den Markt.

## Modellübersicht
| Modell  | seit | Länge ü. a. (m) | Gew. (t) | Antrieb                                             | Leistung (PS) |
| S330    | 2014 | 10,31           | 6,1      | Volvo Penta 1 x D6‑340 / 1 x D6‑400 / 2 x D3‑220    | 340‑440       |
| S330v 1 | 2018 | 10,31           | 7,1      | Mercury Verado oder Suzuki 2 x 300 / 2 x 350        | 600‑700       |
| C335    | 2021 | 10,31           | 6,7      | Volvo Penta 1 x D6‑340 / 1 x D6‑400 / 2 x D3‑220    | 340‑440       |
| C335v 1 | 2021 | 10,31           | 7,3      | Mercury Verado oder Suzuki 2 x 300 / 2 x 350        | 600‑700       |
| C390    | 2019 | 12,50           | 10,5     | Volvo Penta 2 x D4-300 / 2 x D6-380                 | 600‑760       |
| C390v 1 | 2020 | 12,42           | 10,4     | Suzuki 2 x 350                                      | 700           |
| S430    | 2020 | 13,55           | 12,4     | Volvo Penta 2 x IPS 450 / 2 x IPS 500 / 2 x IPS 600 | 680‑870       |
| C430    | 2017 | 13,55           | 13,4     | Volvo Penta 2 x IPS 500 / 2 x IPS 600               | 760‑870       |
| F430    | 2018 | 13,55           | 13,6     | Volvo Penta 2 x IPS 500 / 2 x IPS 600               | 760‑870       |
| C530    | 2017 | 16,13           | 20,3     | Volvo Penta 2 x IPS 700 / 2 x IPS 800               | 1.100‑1.200   |
| F530    | 2016 | 16,13           | 20,4     | Volvo Penta 2 x IPS 700 / 2 x IPS 800               | 1.100‑1.200   |

1 Modell mit Außenbordmotoren

## Auszeichnungen
- Sealine F380: „Motor Boat Award 2015“ in der Kategorie „Best Flybridge under 55 ft“[11]
- Sealine S330 und C330: „Motor Boat Award 2016“ in der Kategorie „Best Sportscruiser up to 45ft“[11]